# Frederik Klee
Frederik Alexander Gottlieb Klee (født 26. november 1808 i Rørvig, død 13. marts 1864 i København) var en dansk embedsmand, videnskabmand og politiker. Han var medlem af Folketinget fra 1858 til sin død i 1864.

## Opvækst og uddannelse
Klee var søn af den russisk fødte premierløjtnant og senere major Heinrich Gottlieb Klee (1784–1829) og hans danske kone Anne Elisabeth Fabritius (1781–1848). Familien rejste meget da Klee var barn med ophold i Rusland og Norge. Han blev privat dimitteret student i 1826 og cand.jur. fra Københavns Universitet i 1831.

## Erhverv
I 1834 blev Klee surnummerær fuldmægtig i generalpostdirektoratets danske sekretariat og i 1841 virkelig fuldmægtig. Han blev fuldmægtig på postvæsenets revisionskontor i 1845 og i 1847 revisionschef. Han rejste meget i embeds medfør i 1842-1843 for at studere postforhold og lavede i 1850 sammen med C.M. Poulsen et omfattende forslag til regulering post- og telegrafforbindelserne i Danmark. I 1862 blev han konstitueret som regeringens økonomiske kontrollør ved de Jysk-Fyenske Jernbaner.

## Videnskabsmand
Som studerende fik Klee Københavns Universitets guldmedalje for en afhandling om Danmarks forhold til Rügen fra 1100-tallet til 1658. Senere udgav han en række bøger og artikler om historie, geologi og palæontologi. Det mest kendte værk var De europæiske Staters Historie siden 1815 i fire bind fra 1860–1863. I det fransksprogede værk Le Delue: Considération Géologique et Historique sur les Derniers Cataclysmes du Globe (1847) diskuterede han som en af de første muligheden af at jordens akse har forskudt sig.

## Politisk karriere
Ved suppleringsvalget til Folketinget i Søndervingekredsen efter Hack Kampmanns mandatnedlæggelse i 1856 var Klee en af fire kandidater. Klee opnåede ikke valg da valget blev vundet af Søren Kjær. Men ved folketingsvalget i 1858 blev han valgt ved kåring i Randerskredsen. Han blev genvalgt ved folketingsvalget i 1861 og sad i Folketinget til sin død 13. marts 1864. Han var nationalliberal.

## Familie
Klee blev i 1837 gift med Caroline Frederikke Sophie Marie Nicoline Moth (1812-1884).

## Hæder
Klee blev udnævnt til justitsråd i 1852 og ridder af Dannebrog i 1862.